# 大口駿一
大口 駿一（おおぐち しゅんいち、1918年1月15日 - 1990年2月21日）は、日本の経営者。東京都出身。

## 経歴
1941年に東京帝国大学法学部政治学科を卒業し、同年に農林省に入省。1965年6月に大臣官房長に就任し、1966年7月に食糧庁長官を経て、1968年6月から1969年11月までに農林事務次官を務めた。
その後は、日本水産に転じ、1973年5月に専務に就任し、1980年6月には社長に就任した。1986年6月には会長に就任。
1990年2月21日心不全のために死去。72歳没。